# Éric Cantona
Éric Daniel Pierre Cantona (Marseille, 1966. május 24. –) az egyik legsikeresebb francia labdarúgó. Az 1980-as, 1990-es években játszott. Csatárként szerepelt klubjaiban. Igazán nagy sikereket Angliában ért el. Profi karrierjét a Manchester Unitedben fejezte be, ahol öt év alatt négyszer Premier League címet, kétszer Ligakupát és FA-kupát nyert. 2019-ben megkapta az UEFA elnökének díját.
Cantonáról, akit Eric a király (Eric the King) néven is ismernek, úgy tartják, jelentős szerepet játszott a Manchester United feltámadásában és mindvégig élvezte ikonikus státuszát a klubnál és az angol futballban egyaránt. 2001-ben megválasztották az évszázad játékosának, és a United drukkerek a mai napig "King Eric"-ként (Eric király) emlegetik. Visszavonulása után majd egy évtizedig volt a francia strandfutball válogatott menedzsere.
Miután visszavonult a futballtól, a filmkészítés felé fordult. Többek közt az 1998-as Elizabeth-ben is szerephez jutott Cate Blanchett főszereplése mellett. 2011-ben visszatért a labdarúgás világába, és az amerikai New York Cosmos igazgatója lett.

## Korai évek
A közhiedelemmel ellentétben nem Párizsban, hanem Marseille-ben született.
Általános iskolai tanulmányait Caloilles-ben végezte, már az itteni kölyökcsapatban is játszott, méghozzá kapusként. Ám hamar ráérzett a góllövés örömére, s erről sosem mondott le aztán.
A mazarguesi Grande-Bastite középiskolába járt. Itt is remek formában játszott, így nem csoda, hogy Célestin Oliver a Sedan egykori válogatott futballistája felfedezte. Az OGC Nice csapatához akarta vinni, de ő meggondolta magát.

## Karrier

### Franciaország
Cantona első csapatában, az Auxerre-ban két évet töltött az ifik közt, mielőtt 1983. november 5-én debütált a felnőtt csapatban egy Nancy elleni 4–0 arányú győztes kupameccsen.
1984-ben elvégezte sorkatonai szolgálatait, majd az FC Martigueshoz szerződött a francia másodosztályba. 1986-ban ismét aláírt az Auxerre-nál egy professzionális szerződést, ekkorra elég jónak bizonyult már, hogy az első osztályban szerezzen tapasztalatokat. Mindazonáltal korán feltűntek magatartásbeli problémái, mikor 1987-ben megbírságolták, mert megütötte egy csapattársát, Bruno Martinit.
A következő évben ismét botrányt kavart egy veszélyes szerelésével Michel Der Zakariannal szemben. Ami három meccses eltiltást eredményezett, ám ezt kettőre csökkentették, emellett az Auxerre megfenyegette Cantonát, hogy lehetetlenné teszik számára a nemzeti csapatban való fellépést. 1988-ban megnyerte a korosztályos válogatottal az U21-es labdarúgó-Európa-bajnokságot. A siker után  francia rekordösszegért  igazolt az Marseille-hez, a csapathoz, amelyért gyermekként rajongott. Cantona temperamentumossága itt is megmutatkozott, 1989 januárjában egy Torpedo Moszkva elleni barátságos meccsen belerúgta a labdát a tömegbe, és mezét a földhöz vágta miután lecserélték. A klubja ezért egy hónapig eltiltotta a játéktól, ahogyan pár hónappal előtte a francia szövetség is egy évig nélkülözte a csapatból, mert televízión keresztül inzultálta a válogatott edzőjét.
Cantona küzdött, hogy a Marseille-ben játszhasson, de hat hónapra a Bordeauxnak, majd a Montpelliernek adták kölcsön egy évre. Ez utóbbi csapatban összeverekedett játékostársával, Jean-Claude Lemoulttal és fejbevágta lábbelijével. Az incidenst követően hat játékos követelte Cantona távozását. Azonban olyan társak támogatásával mint Laurent Blanc és Carlos Valderrama, végül megúszta egy tíz meccses eltiltással. A játékos képességei és hogy vele megnyerte a csapat az 1990-es Francia kupát, arra ösztökélte a Marseille-t, hogy vigyék vissza őt.
Visszatérvén a Marseille-be rendszeres játéklehetőséget kapott Gerard Gili edzőtől, aztán utódjától Franz Beckenbauertől is. Azonban Bernard Tapie, az elnök nem volt elégedett az eredményekkel, így Beckenbauert Raymond Goethalsra cserélte. Cantona továbbra is teljesített és oroszlán része volt a bajnoki elsőség kiharcolásában is, ám a nyáron így is eladták a Nîmesnek.
1991 decemberében egy Nîmesben játszott meccsén hozzávágta a labdát a bíróhoz, mivel nem értett egyet a döntésével. Fegyelmi tárgyalásra hívta a Francia labdarúgó-szövetség, és egy hónapos eltiltásra bűntették. Cantona úgy reagált, hogy egyenként odament minden bizottsági taghoz és "leidiótázta" őket. Tiltását három hónapra növelték. Cantona számára ez jelentette az utolsó cseppet a pohárban, és 1991 decemberében bejelentette, hogy visszavonul a labdarúgástól.
A francia válogatott akkori edzője Michel Platini, Cantona lelkes rajongója volt és meggyőzte, hogy térjen vissza, mert csodálta a tehetségét. Gérard Houlliernek és a pszichoanalitikusának a tanácsára Angliába ment új karriert kezdeni.
Ő [a pszichoanalitikusom] azt tanácsolta nekem, hogy ne írjak alá a Marseillehez, inkább Angliába kellene mennem.

### Anglia

#### Leeds United
A Liverpool és a Sheffield Wednesday is érdeklődött iránta, végül a Leeds Unitednél kötött ki. A Liverpoolnak mesterhármast lőtt az Charity Shield döntőjében (4–3), a következő évben, a Tottenhamnak ugyancsak háromszor köszönt be (5–0), ez volt az akkor alakuló Premier League első mesterhármasa. Kupagyőzelemre vezette a Leedset, azonban nem jött ki Howard Wilkinson menedzserrel, így távozott. 1992 november 26-án 1.2 millió fontért szerződtette a Manchester United.

#### Manchester United
Érkezésekor a United csak a nyolcadik helyen állt a tabellán, a következő 26 mérkőzéséből azonban mindössze kettőt veszített el, és végül 10 pontos előnnyel nyerte meg a bajnokságot 26 év után. Korábbi csapata elleni mérkőzésen az egyik szurkoló felé köpött, ami pénzbüntetést, és eltiltást vont maga után. 1993-ban a United a Kispest Honvéddal játszott a BEK-ben (3–2, 2–1), Cantona mindkét meccsen pályára lépett, a kispesti összecsapáson gólt is szerzett. 1995. január 25-én a Crystal Palace elleni bajnokin kiállították, az öltöző felé pedig egy kungfurúgással támadt az őt szidalmazó szurkolóra. Nyolc hónapos eltiltás, pénzbüntetés és közmunka lett a jutalma. Összesen öt évet töltött a Unitednél, ez idő alatt négy bajnoki címet, és két FA kupát nyert a csapattal, majd 1997-ben, mindössze 31 évesen bejelentette visszavonulását.

### Francia válogatott
Cantona az 1988-as U21-es labdarúgó-Európa-bajnokságon tagja volt a tornát megnyerő francia csapatnak, az elődöntőben mesterhármast szerzett az angolok ellen. A francia válogatottban 1987-ben mutatkozott be. Henri Michel szövetségi kapitánnyal több konfliktusa is volt, így az nem nevezte az 1990-es labdarúgó-világbajnokságra. A válogatottban 45 mérkőzésen 20 gólt rúgott, részt vett az 1992-es és 1996-os labdarúgó-Európa-bajnokságon.

### Mozi és Televízió
1992-ben Cantona jóváhagyta, hogy két nevét viselő videójátékot adjanak ki, az  Eric Cantona Football Challenge és Eric Cantona Football Challenge: Gól! 2. pályafutása vége felé, illetve annak befejezése után több mozifilmben játszott kisebb szerepeket, illetve szerepelt rövidfilmekben, és reklámfilmekben, főként a sportszergyártó óriás Nike reklámfilmjeiben.

### Strandfutball
Röviddel a Manchester Unitedtől való távozása után, Cantona lett a francia strandfoci válogatott szövetségi kapitánya. Cantona legnagyobb sikere a csapat élén, hogy a francia csapat  megnyerte az első FIFA Beach Soccer World Cupot 2005-ben Rio de Janeiróban. Ő is az edzője volt a 2006-os strandlabdarúgó-világbajnokságon a harmadik helyezett francia csapatnak. 2007-ben Franciaország a negyedik helyen végzett. A 2008-as hazai rendezésű tornán Cantona csapatát tartották az esélyesnek, azonban a negyeddöntőben kikaptak az olasz válogatottól, és kiestek.

## Sikerei, díjai
Olympique de Marseille
- Ligue 1: 1988-89, 1990-91

Montpellier Hérault SC
- Francia kupa : 1989-1990

Leeds United FC
- Charity Shield: 1992

Manchester United FC
- Premier League: 1992-1993, 1993-1994, 1995-1996, 1996-1997
- FA kupa: 1993-1994, 1995-1996
- Charity Shield: 1993, 1994, 1996

Egyéni
- Aranylabda 3. helyezett: 1993
- Az év csapatának a tagja Angliában a játékosok szavazatai alapján: 1993-94
- Az év játékosa Angliában a játékosok szavazatai alapján: 1993-94
- Az év játékosa az újságírók szavazatai alapján: 1995-96
- Az angol labdarúgás halhatatlanja(Hall of Fame): 2002
- FIFA 100: 2000
- Premier League Hírességek Csarnoka: 2021

## Család
Cantona 1987-2003-ig volt házas, feleségétől, Isabelle Ferrertől két gyermeke született, Raphael(sz. 1988), és Josephine(sz. 1995). 2007-ben feleségül vette a színész Rachida Braknit, akitől szintén született két gyermeke, Emir(sz. 2009), és Selma(sz. 2013).Cantona öccse, Joël Cantona is hivatásos labdarúgó volt, játszott többek közt az Olympique de Marseille, és az Újpest FC csapatában is.